# سونی اریکسون کا۷۷۰
کا۷۷۰ یک نمونه از گوشی‌های سونی اریکسون می‌باشد که در سپتامبر ۲۰۰۷ رونمایی شد.